# Condado de Benton (Minnesota)
O Condado de Benton é um dos 87 condados do estado americano do Minnesota. A sede e maior cidade do condado é Foley.
O condado possui uma área de 1 070 km² (dos quais 12 km² estão cobertos por água), uma população de 34 226 habitantes, e uma densidade populacional de 32 hab/km² (segundo o censo nacional de 2000). O condado foi fundado em 1849.